# Pero Sessé III
Pero de Sessé III, senyor de Morata, Almonacir i altres llocs, influent en tots els assumptes d'Estat en temps de D. Pere II, al que va servir en la guerra contra els moros de València i en la batalla de les Navas.